# San Isidro, Xicotepec
San Isidro är en ort i Mexiko.   Den ligger i kommunen Xicotepec och delstaten Puebla, i den sydöstra delen av landet, 150 km nordost om huvudstaden Mexico City. San Isidro ligger 1 183 meter över havet och antalet invånare är 523.
Terrängen runt San Isidro är kuperad söderut, men norrut är den bergig. Runt San Isidro är det ganska tätbefolkat, med 179 invånare per kvadratkilometer. Närmaste större samhälle är Xicotepec de Juárez, 2,9 km norr om San Isidro. Omgivningarna runt San Isidro är en mosaik av jordbruksmark och naturlig växtlighet.